# Os Ancares
Os Ancares é uma comarca galega que inclui os seguintes concelhos: Becerreá, As Nogais, Baralla, Cervantes, Pedrafita do Cebreiro e Navia de Suarna. Seus limites são: ao norte, com a Comarca da Fonsagrada, a leste e sul com a Comarca do Bierzo e a oeste, com Comarca de Sarria.